# Aliocha Schneider
Aliocha Schneider (Parigi, 21 settembre 1993) è un attore e cantante francese con cittadinanza canadese.

## Biografia
Schneider nasce a Parigi il 21 settembre 1993. Figlio di una modella e di un attore, Aliocha ha tre fratelli: Niels, Vasili e Volodia. Appassionato di musica, Schneider registra il suo primo EP, Sorry Eyes, nel 2016. Nel 2023, interpreta un ruolo principale nella serie Amazon MGM Studios Greek Salad di Cédric Klapisch, sequel del film del 2002 L'appartamento spagnolo.

## Vita privata
Schneider è impegnato sentimentalmente con la cantante canadese Charlotte Cardin.

## Filmografia
- Maman est chez le coiffeur, regia di Léa Pool (2008)
- La Dernière Fugue, regia di Léa Pool (2010)
- Le Journal d'Aurélie Laflamme, regia di Christian Laurence (2010)
- Les 4 soldats, regia di Robert Morin (2013)
- Three Night Stand, regia di Pat Kiely (2013)
- Le Tournoi, regia di Elodie Namer (2015)
- Ville-Marie, regia di Guy Édoin (2015)
- Closet Monster, regia di Stephen Dunn (2015)
- Aurélie Laflamme - Les pieds sur terre, regia di Nicolas Monette (2015)
- La Nouvelle Vie de Paul Sneijder, regia di Thomas Vincent (2016)
- Pompei, regia di John Shank e Anna Falguères (2019)
- Merci pour tout, regia di Louise Archambault (2019)
- Le Tourbillon de la vie, regia di Olivier Treiner (2022)
- Musik, regia di Angela Schanelec (2023)

## Discografia

### Album in studio
- 2017 – Eleven Songs
- 2020 – Naked
- 2023 – Aliocha Schneider

### EP
- 2017 – Sorry Eyes